# Monopyle
Monopyle es un género con 21 especies de plantas herbáceas  perteneciente a la familia Gesneriaceae. Es originario de América.

## Descripción
Son plantas herbáceas, perennifolias, con rizomas escamosos. Tallo erecto o decumbente, cilíndrico, delgado, generalmente ramificado. Las hojas son opuestas, pecioladas; con la lámina membranosa, la de base por lo general fuertemente oblicua. Las flores en una inflorescencia terminal o racimo que sale de pequeñas brácteas. Corola algo zigomorfa; tubo abierto - campanulado, base redondeada, estrechamiento, o  ligeramente sacciforme. El fruto es una cápsula seca, lineal -oblonga, con la apertura por una  hendidura dorsal.

## Distribución y hábitat
Se distribuyen a lo largo de la cordillera Occidental de Bolivia a Guatemala, donde crecen en lugares húmedos y mojados, en lugares sombreados en los bosques de las tierras bajas y hasta bosques montanos.

## Etimología
El nombre del género deriva de las palabras griegas μονος , monos = único, y πυλη , pylē = puerta , apertura. El nombre alude al fruto capsular que se abre por una sola hendidura dorsal.

## Taxonomía
Las características del género son las hojas fuertemente anisófilas , la corola abierta acampanada y el nectario ± obsoleto. La fragancia tenue y la presencia de osmóforos cerca de la base de la corola indican que son polinizadas por las abejas macho euglossinos. El fruto es característico ( una división de la cápsula carnosa en su parte dorsal ) es compartida con varios taxones previamente colocado en Gloxinia. 

## Especies
| - Monopyle angustifolia - Monopyle divaricata - Monopyle ecuadorensis - Monopyle flava - Monopyle grandiflora - Monopyle inaequalis - Monopyle iserniana | - Monopyle leucantha - Monopyle macrocarpa - Monopyle macrophylla - Monopyle maxonii - Monopyle mexiae - Monopyle panamensis - Monopyle paniculata | - Monopyle pilosula - Monopyle puberula - Monopyle racemosa - Monopyle sodiroana - Monopyle stenoloba - Monopyle subdimidiata - Monopyle subsessilis |